# 博利亞-戈穆列齊卡

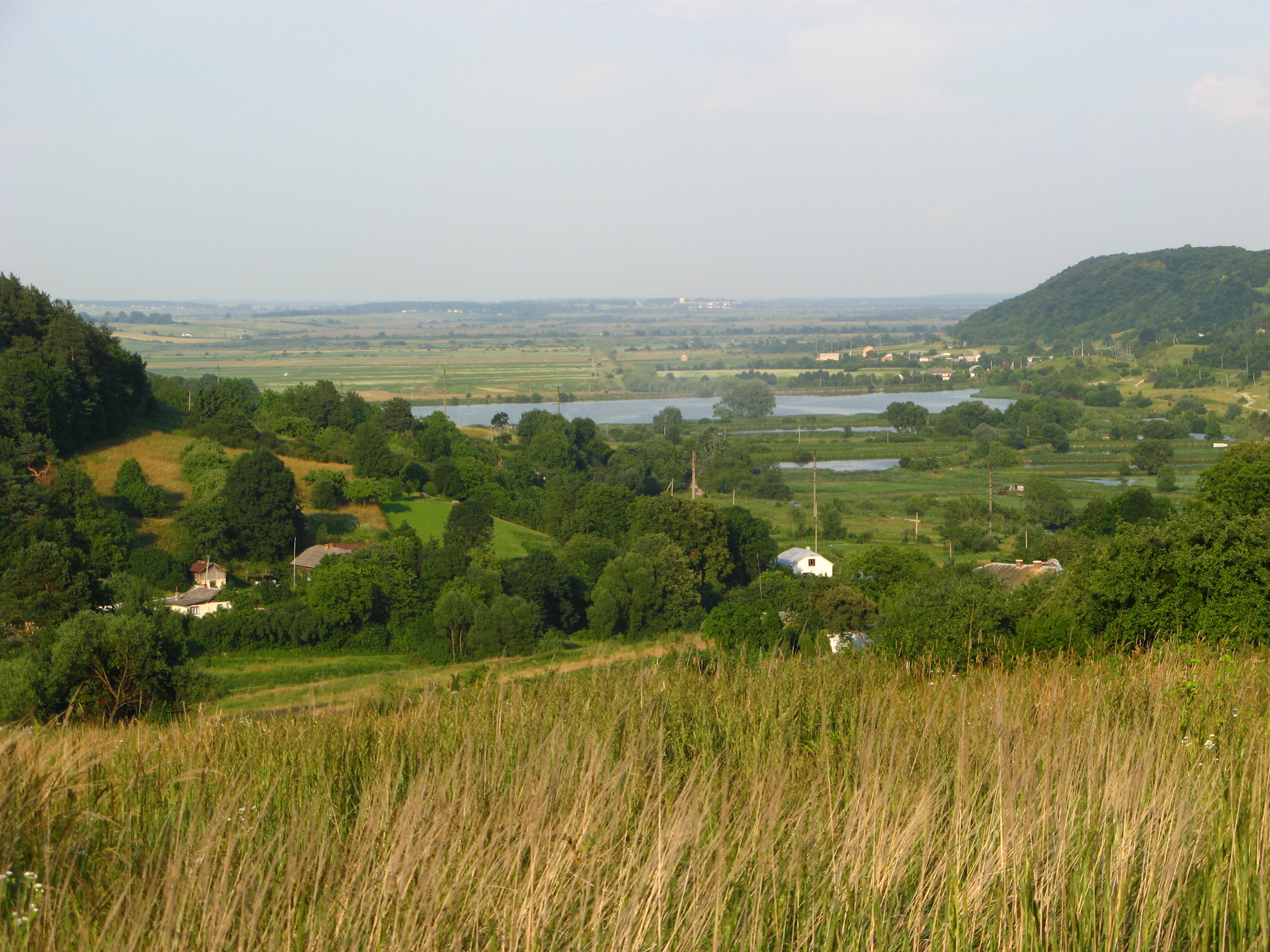

49°55′47″N 24°0′15″E / 49.92972°N 24.00417°E
博利亞-戈穆列齊卡（烏克蘭語：Воля-Гомулецька），是烏克蘭西部的村莊，隸屬利維夫州的利維夫區。該村面積11.7平方公里，2023年人口404，人口密度每平方公里34.7人。